# Josef von Hudelist
Josef von Hudelist (* 18. Juli 1759 in Sankt Veit an der Glan; † 21. Oktober 1818 in Wien) war ein österreichischer Diplomat und Staatsmann.

## Leben
Hudelist, Sohn eines Arztes, absolvierte das Gymnasium in Salzburg. Anschließend studierte er an der Universität Wien, bevor er Privatsekretär und Erzieher am Hof des Wiener Erzbischofs und Kardinals Christoph Anton von Migazzi wurde. 1785 ging er als Privatsekretär zum Kurienkardinal Franziskus von Paula Herzan von Harras nach Rom, bevor er 1791 wirklicher Sekretär an der österreichischen Botschaft in Neapel wurde. 1795 kehrte er nach Wien zurück.
Hudelist wurde 1798 Gesandtschaftssekretär an der Botschaft in Berlin. Nachdem der dortige Botschafter Heinrich XIV. Reuß zu Greiz 1799 starb, übernahm Hudelist von 1799 bis 1801, bis der spätere Minister Johann Philipp von Stadion die Botschaft bezogen hatte, die Aufgabe des Geschäftsträgers und damit die Vertretung des Botschafters. Hudelist wurde daraufhin als Botschaftsrat an den russischen Hof nach Sankt Petersburg versetzt. Dort war er ebenfalls als Geschäftsträger tätig. In dieser Zeit bewegten sich die beiden Kaiserreiche wieder aufeinander zu.
Hudelist kehrte 1803 als wirklicher Hofrat an die Geheime Hof- und Staatskanzlei nach Wien zurück. Dort übernahm er die Aufgaben eines Direktors der Staatskanzlei, ohne diesen Titel innezuhaben. Er stand in der Gunst der Minister von Stadion und Klemens Wenzel Lothar von Metternich. In Abwesenheit Metternichs oblag ihm die Leitung der Staatskanzlei. 1813 wurde er schließlich auf Vorschlag Metternichs zum Staats- und Konferenzrat ernannt. 1818, als er Metternich erneut als Leiter der Staatskanzlei vertrat, erlitt er während einer Verhandlung in seinem Büro einen Schlaganfall, an dem er noch am selben Tag starb.
Hudelist trat 1808 bei der Hochzeit von Kaiser Franz I. und Maria Ludovika Beatrix von Österreich-Este und 1810 bei der Hochzeit von Kaiser Napoleon Bonaparte mit Erzherzogin Marie-Louise von Österreich als kaiserlicher Notar auf und fertigte die notwendigen Dokumente aus. Die Rettung erheblicher Teile der Staatskanzleiregistratur, des Haus-, Hof- und Staatsarchivs und der Staatskanzleikasse vor den anrückenden Franzosen im Jahr 1809 war sein größtes Verdienst, außerdem seine Beteiligung an den Verhandlungen und der Ausführung der Bestimmungen des Wiener Kongresses.
Hudelist war ab 1814 Mitglied der Kärntner Landstände. 1816 wurde er durch den Kaiser mit dem Kommandeurskreuz des k.u. Sankt-Stephans-Ordens ausgezeichnet.
Hudelist ließ sich eine Villa in Baden errichten, die heute als Haus der Kunst dient. Selbst galt er als Kunstliebhaber.